# Tokyo Jihen
Tokyo Jihen o Tokyo Incidents (東京事変, Tōkyō Jihen) era una banda japonesa formada per Ringo Sheena (椎名 林檎, Shiina Ringo) després de deixar la seva carrera en solitari. El senzill de debut de la banda "Gunjō Biyori" va ser publicat el setembre de 2004.

## Història

### Orígens (2003)
Tokyo Jihen va començar com a banda de suport de Shiina Ringo pel darrer concert abans d'acabar la primera meitat de la seva carrera en solitari. Na Shiina pensava treballar amb una banda durant l'elaboració del seu darrer àlbum en solitari, Kalk Samen Kuri no Hana. Va començar a buscar membres de la seva banda de suport per la seva gira en solitari "Sugoroku Ecstasy" a la Tardor de 2003. La banda de gira va ser presentada com Tokyo Jihen durant la gira per primer cop, presentant el guitarrista Hirama, el pianista H ZETT M, el bateria Hata, i el baixista Kameda. Els músics que va seleccionar esdevingueren el nucli del que esdevindria Tokyo Jihen.

### Dissolució i anys finals (2010–2012)
La banda es dissolgué oficialment el 29 de febrer de 2012, després del seu concert al Budokan. El 15 de juny un anunci al lloc oficial de Shiina Ringo, Kronekodow, va revelar que Tokyo Jihen publicaria un àlbum final, Shin'ya Waku (La Vora de la Nit Tardana), i un DVD/Blu-Ray, Chin Play Kou Play (Jocs Estranys i Jocs Grans) a l'agost d'aquell any. L'àlbum, una col·lecció de cares B, va incloure l'anteriorment inèdita en CD "Handsome Sugite" i un cançó nova, "Tadanaranu Kankei". El vídeo conté punts destacats de les actuacions de la banda juntament amb aparicions a festivals i material inèdit.

## Discografia
- Kyōiku (2004)
- Adult (2006)
- Variety (2007)
- Sports (2010)
- Dai Hakken (2011)
- Color Bars (2012)